# Bhavra
Bhavra é uma cidade e uma nagar panchayat no distrito de Jhabua, no estado indiano de Madhya Pradesh.

## Demografia
Segundo o censo de 2001, Bhavra tinha uma população de 9263 habitantes. Os indivíduos do sexo masculino constituem 51% da população e os do sexo feminino 49%. Bhavra tem uma taxa de literacia de 54%, inferior à média nacional de 59,5%; a literacia no sexo masculino é de 62% e no sexo feminino é de 45%. 19% da população está abaixo dos 6 anos de idade.